# دولورس خيمينيز هرنانديز
دولورس خيمينيز هرنانديز (بالإسبانية: Dolores Jiménez Hernández)‏ هي سفيرة ودبلوماسية مكسيكية، ولدت في 1 أبريل 1955 في مدينة مكسيكو في المكسيك.